# Chanchi Estévez
Carlos Maximiliano Estévez (Buenos Aires, Argentina, 2 de junio de 1977), más conocido como El Chanchi Estévez, es un exfutbolista argentino formado y surgido en Racing. Jugaba de delantero por las bandas, segundo delantero, delantero centro, volante y enganche. Su último club fue Estudiantes de San Luis, retirándose a los 38 años.
Es ídolo en Racing Club,ya que ganó el Apertura 2001, dirigido entonces por Mostaza Merlo, en donde fue el máximo artillero del equipo con 7 goles en 16 partidos. El equipo de Avellaneda cortaría una racha histórica de 35 años sin conseguir títulos locales, elevando así la destacada figura de Estévez.

## Trayectoria
Maxi Estévez hizo las primeras inferiores en el club Sacachispas, pero la gran mayoría de las divisiones inferiores las hizo en Racing. Además también estuvo en las selecciones argentinas juveniles, tanto sub-17 y sub-20.

### Racing Club
Estévez debutó en Primera División a los 20 años en Racing Club, el 17 de febrero de 1998, en la derrota de Racing ante Vélez Sársfield, cuando el equipo era dirigido por Ángel Cappa. En enero de 1999 Viajó a Inglaterra para hacer la pretemporada con el Liverpool, club que oferto 1,800,000 dólares limpios por su pase; Daniel Lalín había aceptado vender la ficha del jugador, pero la síndico Liliana Ripoll se opuso y el pase se cayó, el Chanchi tuvo que volverse al país luego de varias semanas entrenando con el club inglés. Un año después, le marco su primer triplete a Unión de Santa Fe en la goleada 6 a 0 en Avellaneda. No fueron muchos sus partidos, pero marcó goles y se destacó. Pero el equipo estaba en quiebra y debía vender todo lo posible, por lo que fue transferido al Racing Club de Santander.

### Racing Club de Santander
Estuvo 6 meses en el Racing Club de Santander en la Temporada 2000/2001, con 14 partidos jugados y sin goles convertidos. A fin de temporada, su equipo descendió a la Segunda División de España, pero antes de ello, Racing hizo una oferta para repatriar al jugador a principios del año 2001.

### Vuelta a Racing Club
Volvió a principios de 2001, donde jugó 13 partidos anotando 4 goles (entre ellos un doblete a San Lorenzo de Almagro) y formó una dupla aceptable de ataque con Luis Rueda. En su segundo torneo, fue el goleador del equipo que salió campeón del Torneo Apertura 2001. En este torneo y al finalizar un partido contra River Plate, declaró ante las cámaras y ante el periodista Marcelo Benedetto: 

Le dedico esto a Cardetti, que es un cagón mala leche, y encima la mujer lo hace cornudo.

luego de que ambos tengan un cruce verbal durante el encuentro. 
Al finalizar el encuentro, en el programa conducido por Marcelo Araujo y Enrique Macaya Márquez, Futbol de Primera, pidió disculpas al jugador por sus dichos en ese encuentro. 
Llegó a jugar la Copa Libertadores 2003, en la cual Racing perdió un solo partido, por penales y en octavos de final. Luego dejó el club por problemas con la dirigencia.[cita requerida]

### Olimpo
A mediados del año 2004, el club de Bahía Blanca armó un equipo con varios jugadores de renombre, entre ellos se encontraba Maxi. Tuvo un paso fugaz por el equipo Bahiense. Jugó 24 partidos entre 2004 y 2005, anotó 4 goles y asistió 14 veces y fue figura destacada en ese momento del equipo.

### Estrela da Amadora
En 2005, vuelve a Europa y firma para Amadora de Portugal. Alternó titularidad y suplencia con el equipo entre campeonato local y copa. Jugó 13 partidos anotando 1 gol un dando 4 asistencias.

### Estudiantes de Mérida
Se fue a Venezuela en 2006 y firma para Estudiantes de Mérida como fichaje estrella por un año. Aunque algunas diferencias con la dirigencia y "falta de cordura" según el técnico hicieron que al "Chanchi" lo separaran del plantel y solo jugó 2 partidos por la Copa de Venezuela en la cual disputó los octavos y cuartos de final siendo en la última fase dicha su mejor partido ya que su equipo dio vuelta el resultado luego de que Maxi diera 2 asistencias fundamentales que le darían el pase a semifinales de la copa siendo el equipo eliminado en esa instancia. Jugó 2 partidos sin goles pero con 2 asistencias ya mencionadas. 
En 2007 fue todo lo contrario, Estévez por lesión no pudo jugar gran parte del torneo aunque en el tramo final metió 8 goles en 6 partidos jugados, igualando en partidos jugados con el equipo venezolano. En total disputó 8 partidos con 8 goles y 8 asistencias, sin dudas el mejor paso en su carrera.

### Antofagasta
Tras su segunda partida del club de Avellaneda en el año 2007, Estévez pasó por Antofagasta de la Primera División de Chile, donde solo jugó por seis meses.

### Segunda vuelta a Racing Club
En la temporada 2007/08 jugó una vez más para la Academia, con el visto bueno del técnico Gustavo Costas, quien ya lo había dirigido en el año 1999. Su regreso se dio en conjunto al de otros jugadores que formaran parte del equipo campeón de 2001, como José Chatruc, Gustavo Campagnuolo y Adrián Bastía. Debutó en la fecha 14 del Torneo Apertura 2007 contra San Martín de San Juan, pero no jugó muchos partidos ya que no había realizado la pretemporada con el resto del plantel. Tras la renuncia de Costas asumió Miguel Micó, con quien tuvo una fuerte discusión que derivó en la separación del jugador del resto del plantel, por lo que fue multado por la dirigencia del club.
Luego asumió Juan Manuel Llop, con el que el equipo estuvo condenado a jugar la promoción para no descender, en la que Estévez jugó los últimos minutos del segundo partido, en el que Racing venció a Belgrano por 1-0 y conservó la categoría. Tras el final de la temporada caducó su contrato, y la oferta de renovación de contrato fue casi con un saldo inexistente, según el mismo Estévez, que dijo que le pidieron que "jugara gratis".[cita requerida]

### Cerro Porteño
Recibió una mejor oferta del club Cerro Porteño de la Primera División de Paraguay, en la que lo dirigiría Osvaldo Ardiles, quien ya lo había dirigido en Racing en 2003. Sin embargo, cuando el director técnico fue despedido y reemplazado por Pedro Troglio, Estévez se vio relegado. De todos modos, este siguió entrenando con el club, pues su contrato finalizaba en (julio de 2009). Pero en diciembre de 2008 el club no lo dejó entrenarse y la directiva arregló con el abogado del jugador para que le pagaran una indemnización y finalizó el contrato que lo unía con el club.[cita requerida]

### Gela Calcio
Luego de que su contrato con Cerro Porteño finalizara y estar 2 años inactivo, firmó para el Gela Calcio, un equipo italiano en el cual jugó 10 partidos anotando 2 goles (logrando anotar luego de 3 años ya que su último gol había sido con Amadora), cabe destacar que las lesiones le impidieron jugar con su juego característico. En total jugó 10 partidos y marcó dos goles.

### Almirante Brown
En el segundo semestre vuelve a la Argentina y ficha para Almirante Brown de la B Nacional, con algunas lesiones que seguía arrastrando de su antiguo club (el Gela Calcio), le impidieron jugar con normalidad y solo jugó 8 partidos sin anotar.

### Deportivo Merlo
Rescindió con Almirante y en 2011 firmó para Deportivo Merlo. En el club empezó a recuperar su nivel que tenía y se transformó en un referente del equipo a pesar de que el equipo descendió. En el torneo jugó 17 partidos en el que volvió a anotar después de 2 años (convirtió 3 goles), se le ofreció una renovación de contrato para que siguiera en el equipo pero decidió que su etapa en el Deportivo había pasado.

### Sacachispas
En 2012 fue contratado por Sacachispas de la Primera C. Empezó teniendo un aceptable comienzo, sin embargo sufrió lesiones. A partir del segundo semestre empezó a bajar demasiado su juego y terminó siendo relegado al banco. Jugó 38 partidos, convirtió 6 goles y realizó 3 asistencias. Al final de la temporada se le rescindió el contrato.

### Chacarita Juniors
Siguió su carrera en la B Metropolitana cuando Chacarita Juniors adquirió sus servicios. Jugó poco por su avanzada edad (era el más grande del equipo con 37 años): disputó 9 partidos sin anotar, pero donde dio 3 asistencias. Una de sus asistencias fue en el Reducido, en el cual "El Funebrero" volvió a la Primera B Nacional. A pesar de querer seguir para mejorar su nivel, la dirigencia decidió no renovarle el contrato y fue dejado en libertad.

### Estudiantes de San Luis
En 2015 con 38 años hizo público sus deseos de retirarse en Racing Club. Sin embargo, con su avanzada edad vio que era imposible cumplir su sueño y firmó para Estudiantes de San Luis, un equipo recién ascendido y que disputaría por primera vez la Primera B Nacional. Su primer partido fue contra Atlético Tucumán, cuando entró faltando 5 minutos en la derrota de su equipo por 1-0; podría haber empatado cuando el poste le negó el gol luego de un córner en el cual él metió un taco, rebotó en el palo y salió fuera. Sin embargo, ese fue su mejor partido, ya que en el torneo disputó sólo seis partidos antes de ser dejado en libertad en enero de 2016 por su mala forma y mal rendimiento.
2022 Participante de "El hotel de los famosos"

## Clubes
| Club                    | País           | Año         | PJ  | Goles | Prom. de Gol | Asist. | Prom. de Asist. |
| ----------------------- | -------------- | ----------- | --- | ----- | ------------ | ------ | --------------- |
| Racing Club             | Argentina      | 1998-2000   | 106 | 33    | 0,31         | 25     | 0,23            |
| Racing de Santander     | España         | 2000        | 17  | 0     | 0,00         | 2      | 0,11            |
| Racing Club             | Argentina      | 2001-2003   | 52  | 13    | 0,25         | 7      | 0,13            |
| Club Zacatepec          | México         | 2004        | 18  | 8     | 0,44         | 11     | 0,61            |
| Olimpo de Bahía Blanca  | Argentina      | 2004-2005   | 24  | 4     | 0,16         | 14     | 0,58            |
| Estrela da Amadora      | Portugal       | 2005-2006   | 13  | 1     | 0,07         | 4      | 0,30            |
| Estudiantes de Mérida   | Venezuela      | 2006        | 8   | 8     | 1,00         | 8      | 1,00            |
| Antofagasta             | Chile          | 2007        | 15  | 2     | 0,13         | 2      | 0,13            |
| Racing Club             | Argentina      | 2007-2008   | 13  | 0     | 0,00         | 1      | 0,07            |
| Cerro Porteño           | Paraguay       | 2008        | 9   | 0     | 0,00         | 3      | 0,33            |
| Gela Calcio             | Italia         | 2010        | 10  | 2     | 0,20         | 0      | 0,00            |
| Almirante Brown         | Argentina      | 2010-2011   | 8   | 0     | 0,00         | 0      | 0,00            |
| Deportivo Merlo         | Argentina      | 2011-2012   | 17  | 3     | 0,17         | 5      | 0,29            |
| Sacachispas             | Argentina      | 2012.2013   | 38  | 6     | 0,15         | 10     | 0,26            |
| Chacarita               | Argentina      | 2014        | 9   | 0     | 0,00         | 3      | 0,33            |
| Estudiantes de San Luis | Argentina      | 2015        | 6   | 0     | 0,00         | 0      | 0,00            |
| Marcador Total          | Marcador Total | 1998 a 2015 | 363 | 80    | 0,22         | 95     | 0,26            |

### Partidos a beneficio
El Chanchi disputó algunos partidos a beneficio por la fundación de Javier Zanetti. Entre ellos se encuentran: el del domingo 26 de diciembre de 2004 por la Copa Solidaridad y el del domingo 29 de julio de 2007 por la Copa Salta Solidaria. Jugó partidos con deportistas reconocidos como: Javier Zanetti, Roberto Ayala, Diego Latorre, Diego Simeone, Sergio Goycochea, Iván Zamorano, José Chatruc, Christian Bassedas, Javier Pinola, Andrés Guglielminpietro, Gastón Sessa, Adrián González, Pedro Troglio, Sixto Peralta, Lucio Wagner, Andrés D'Alessandro, Federico Insúa y Daniel Montenegro.

## Palmarés

### Como jugador

#### Títulos nacionales
| Título           | Club        | País      | Año    |
| ---------------- | ----------- | --------- | ------ |
| Primera División | Racing Club | Argentina | A-2001 |